# Absolute Freunde
Absolute Freunde (englischer Originaltitel: Absolute Friends) ist ein Spionageroman des britischen Schriftstellers John le Carré aus dem Jahr 2003. Die deutsche Übersetzung von Sabine Roth erschien im Folgejahr. Im Mittelpunkt des Romans stehen zwei lebenslange Freunde, ein naiver Brite und ein radikaler Deutscher, die während des Kalten Krieges an der Schnittstelle östlicher und westlicher Geheimdienste operieren und nach den Terroranschlägen am 11. September die Folgen des Krieges gegen den Terror erleben.

## Inhalt
Im wechselhaften Lebenslauf Edward „Ted“ Mundys gibt es eine beständige Konstante: die lebenslange Freundschaft zu einem Deutschen namens Sascha. Aufgewachsen in Pakistan als Sohn eines britischen Offiziers alten Schlages und Halbwaise nach dem Tod seiner Mutter, lernt Ted Sascha in der Studentenbewegung der 1960er Jahre in Berlin kennen. Sowohl äußerlich als auch in ihrer Wesensart kontrastieren der schlaksige, wohlerzogene Brite und der kleine, feurige Deutsche. Dennoch fühlen sie sich vom ersten Augenblick an voneinander angezogen. Sascha, der die Menschen mit seiner Redegewandtheit und seinen revolutionären Überzeugungen in den Bann schlagen kann, ist einer der Rädelsführer der Studentenunruhen. Bei einer Demonstration stellt sich Ted vor den Freund, gerät mit heftigen Blessuren in Polizeigewahrsam und kommt erstmals in Kontakt mit Nicholas Amory von der britischen Botschaft, der in Wahrheit ein Agent des britischen Geheimdienstes ist.
Jahre später treffen Ted und Sascha in Ostdeutschland wieder aufeinander. Ted, gescheiterter Schriftsteller und wenig begabter Ehepartner, verdient sein Auskommen inzwischen als Kulturagent beim British Council. Sascha, der als überzeugter Kommunist in die DDR gegangen ist, bereut diese Entscheidung, seit er in die Fänge der Staatssicherheit geraten ist und zur Spionage gezwungen wird. Er bietet sich dem britischen Geheimdienst als Doppelagent an. Ted spielt den Verbindungsmann. Neben Amory kommt er bald auch in Kontakt mit Jay O’Rourke von der amerikanischen CIA. Mit der Wende und dem Ende des Ost-West-Konflikts wird die Spionagetätigkeit Saschas überflüssig. Ted macht in Heidelberg eine Sprachschule auf, scheitert auch mit dieser Unternehmung und verdingt sich, inzwischen in zweiter Ehe mit einer türkischen Ex-Prostituierten verheiratet, als Fremdenführer auf Schloss Linderhof.
Abermals tritt Sascha in Teds Leben und ist von einem neuen Idealismus entflammt. Ein ominöser Geschäftsmann namens Dimitri will große Summen seines auf wenig legalem Weg erworbenen Vermögens in den Plan einer „Gegen-Universität“ stecken, eine Ausbildungsstätte junger Menschen, die ihre idealistischen Bildungsziele nicht dem Einfluss der Wirtschaft unterordnen und sich dezidiert gegen Unterdrückung und Ausbeutung richten soll. Auch Ted bietet Dimitri aus dem Handgelenk eine halbe Million für die Wiedereröffnung seiner Sprachschule. Für den skeptischen Briten klingt dies alles zu schön um wahr zu sein. Als er Dimitris vermeintliches Anwesen nahe Heidelberg näher untersucht, stellt sich alles als Kulisse heraus. Echt sind allerdings Waffen, Bomben und sonstige terroristische Materialien in zahlreichen ungeöffneten Kisten. Bevor sich Ted einen Reim darauf machen kann, wird er Zeuge, wie Sascha von einer Armee Uniformierter, unter denen er auch Jay O’Rourke ausmachen kann, mit zahlreichen Salven automatischer Gewehre getötet wird. Als er dem Freund zu Hilfe eilen will, wird auch er erschossen.
Die Presse nennt die Ereignisse später den „Heidelberger Zugriff“. Warum, von wem und auf welcher gesetzlichen Grundlage gehandelt wurde, tritt in den Hintergrund gegenüber der grassierenden Furcht vor Terrorismus. Sowohl in Saschas als auch in Teds Vergangenheit werden schnell Details ausgegraben, die aus ihnen gemeingefährliche Attentäter machen, die nur ein heldenhafter Einsatz internationaler Sicherheitstruppen habe stoppen können. Vor allem zeitigt die inszenierte Aktion aber die erwünschte politische Wirkung: Der Protest gegen den Irakkrieg in Europa wird eingedämmt. Die britische Regierung steht treu an der Seite ihrer amerikanischen Freunde, und auch die Bundesregierung kann sich nicht länger der „Koalition der Willigen“ unter amerikanischer Führung verschließen.

## Hintergrund
Im Mittelpunkt seines Romans Absolute Freunde siedelte le Carré einen naiven jungen Mann an, der im Berlin der 1960er Jahre in revolutionäre Umtriebe hineingezogen wird und später im mittleren Alter durch das Auftauchen eines Jugendfreundes mit terroristischem Hintergrund erneut von seiner radikalen Vergangenheit eingeholt wird. Er ging dabei von eigenen Erfahrungen im Mai 1968 in Frankreich aus. Viele der damaligen radikalen Studenten führten später eine angepasste, bürgerliche Existenz. Wegen seiner Affinität zu Deutschland sowie der besonderen Radikalisierung der dortigen Proteste bis hin zu terroristischen Aktionen der Roten Armee Fraktion siedelte le Carré die Handlung in der Bundesrepublik an. Er begründete in einem Brief: „Ich möchte unbedingt meinem großen, englischsprachigen Publikum ein einfühlsames Verständnis für Deutschland nahebringen.“
Seinem Protagonisten Ted Mundy verlieh le Carré Elemente seiner eigenen Biografie: wie Mundy wurde le Carré nur von seinem Vater aufgezogen, wie dieser verbrachte er die Jugend in einem Internat, wie Mundy fühlte er sich in besonderem Maße von der deutschen Kultur angezogen und wie dieser wurde er in das Geschäft der Spionage verstrickt, bis er schließlich seine eigene Identität kaum noch von all den falschen Identitäten als Spion unterscheiden konnte. Den letzten Puzzlestein bildete ein hochaufgeschossener Fremdenführer, den le Carré bei einer Besichtigung des „Märchenschlosses“ Linderhof von Ludwig II. kennenlernte, und der seine Besuchergruppe mit einem Repertoire von müden Witzen zu unterhalten versuchte. Mit seiner eigenen Vergangenheit schlüpfte er in die Persönlichkeit dieses Fremdenführers und hatte den Charakter seines Helden.
Während der Arbeit an seinem Roman kam es 2001 zu den Terroranschlägen am 11. September. In einer ersten Reaktion wollte le Carré die Arbeit einstellen, weil er vor diesem Hintergrund eine terroristische Thrillerhandlung unangemessen fand. Doch unter dem Eindruck des anschließenden „Krieges gegen den Terror“ von George W. Bush fand er eine erneuerte Berechtigung für den Roman. Le Carrés eigene Einstellung wandelten sich unter den amerikanischen Aktivitäten. Hatte er dem Krieg in Afghanistan noch zögernd zugestimmt, machte ihn den Irakkrieg und das Gefangenenlager Guantanamo zu erbitterten Gegner der amerikanischen Außenpolitik. Le Carré nahm an Friedensmärschen teil und veröffentlichte im Januar 2003 einen Kommentar in der Times unter dem Titel The United States of America has gone mad. Von verschiedenen Rezensenten ist darauf hingewiesen worden, dass es im Roman Absolute Freunde bei Kapitel 11 einen plötzlichen Wechsel des Tonfalls gibt, in dem Mundy zum direkten Sprachrohr le Carrés wird, und der einen zeitlichen Zusammenhang zur Invasion in den Irak aufweist. Auch den ursprünglichen Plot passte le Carré nun so an, dass Ted und Sasha unschuldig als Terroristen angeschwärzt und von amerikanischen Spezialtruppen niedergeschossen werden.
Der Politikwissenschaftler Hans-Peter Schwarz macht in le Carrés Spätwerk einen „Alters-Radikalismus“ und einen zunehmenden Antiamerikanismus aus: „Seine Abneigung gegen Amerika wird allenfalls noch von der Verachtung für die britischen Regierungen übertroffen, die, wie er das sieht, nach der Pfeife Washingtons tanzen.“ So werden im Roman Absolute Freunde nicht nur der britische Ministerpräsident Tony Blair und Altkanzler Gerhard Schröder an den Pranger gestellt, weil ihre Staaten am Ende mit den Amerikanern paktieren. Ganz allgemein sieht Schwarz den Autor „nach dem Irak-Krieg von 2003 im Haß auf den rechtskonservativen George W. Bush, die CIA, das Pentagon und Tony Blair geradezu verzehrt“.

## Rezeption
Die kritische Aufnahme von Absolute Freunde in der englischsprachigen Presse richtete sich stärker auf die Person des Autors le Carré und seine Wut über die weltpolitischen Entwicklungen als auf die eigentliche Romanhandlung. Lev Grossmann etwa urteilte in Time mit einem Verweis auf George Orwell, der Roman sei „ein Werk von fäusteschüttelnder, Orwell’scher Empörung“. Daniel Johnson titelte im Daily Telegraph: „John le Carré ist Mister Wütend jetzt, da Smileys Tage vorüber sind“. Robert McCrum formulierte im Observer: „Wenn er gekocht hat, als er Der ewige Gärtner schrieb, so ist er jetzt weißglühend.“ Viele Kritiker waren jedoch einer Meinung mit Stephen Amidon, der in der Sunday Times befand, le Carrés Ärger sei „zu roh, um als Belletristik zu funktionieren, es ist rhetorisch eher in einer Linie mit einer Kolumne von Harold Pinter als einem Roman von Graham Greene.“ Steven Poole bemängelte im Guardian vor allem den unplausiblen Schluss, der als Deus ex machina lediglich dazu diene, die politischen Thesen des Autors zu illustrieren.
Amerikanische Rezensionen stießen sich besonders am vermeintlichen Antiamerikanismus in le Carrés Roman. So nahm Geoffrey Wheatcroft in der New York Times das Erscheinen des Romans zum Anlass eines allgemeinen Essays über Antiamerikanismus. Michiko Kakutani urteilte Absolute Freunde in harschen Worten ab als „ein unbeholfener, einschüchternder, verschwörungstheoretischer Botschafts-Roman, der unmissverständlich klarmachen will, dass amerikanischer Imperialismus eine ernste Bedrohung der neuen Weltordnung sei.“ Dabei werde das Buch „grob vereinfachend, wo seine früheren Romane durchdacht waren, dogmatisch, wo diese Bücher skeptisch waren.“ Ironischerweise bediene sich le Carré derselben Schwarz-Weiß-Malerei wie die von ihm kritisierte Busch-Administration. Das Buch, das gewohnt hoch in die Bestsellerlisten der New York Times eingestiegen war, hielt sich dort lediglich einen Monat.
Freundlicher war die Aufnahme in den deutschsprachigen Feuilletons. Ruth Klüger etwa urteilte in der Welt bei ihrer Rezension eines „amüsanten und anregenden Unterhaltungsromans“, die amerikanischen Einwände fielen für deutsche Leser nicht ins Gewicht, die stattdessen den Handlungsort besser goutieren könnten: „Le Carrés hervorragende Kenntnis deutscher Kultur und Literatur verleihen dem Text besonderen Pfiff“. Tobias Gohlis las in der Zeit „LeCarré at it’s best, ein großer Traum über Deutschland, schwarze Romantik, geboren aus der Sehnsucht eines wurzellosen Briten“, Lorenz Jäger in der Frankfurter Allgemeinen Zeitung „eine furiose, oft überaus witzige Abrechung mit der Kriegspartei des vergangenen Jahres“ und „eine grandiose Rechtfertigung des alten Europas“. Für Kolja Mensing in der Tageszeitung war Absolute Freunde allerdings „eher eine halbwegs interessante Chronologie als ein richtig spannender Roman.“ Thomas Wörtche zog im Freitag das Fazit, le Carré sei „der unterschätzteste aller wichtigen Schriftsteller unserer Zeit. Radikal, bösartig, analytisch, witzig, intelligent und schön längst meta-zynisch.“

## Ausgaben
- John le Carré: Absolute Friends. Hodder & Stoughton, London 2003, ISBN 0-340-83287-8.
- John le Carré: Absolute Freunde. Aus dem Englischen von Sabine Roth. List, Berlin 2004, ISBN 3-471-78098-X.
- John le Carré: Absolute Freunde. Bearbeitete Hörfassung gelesen von Achim Höppner. Ullstein, München 2004, ISBN 3-550-09119-2.